# Alaçam

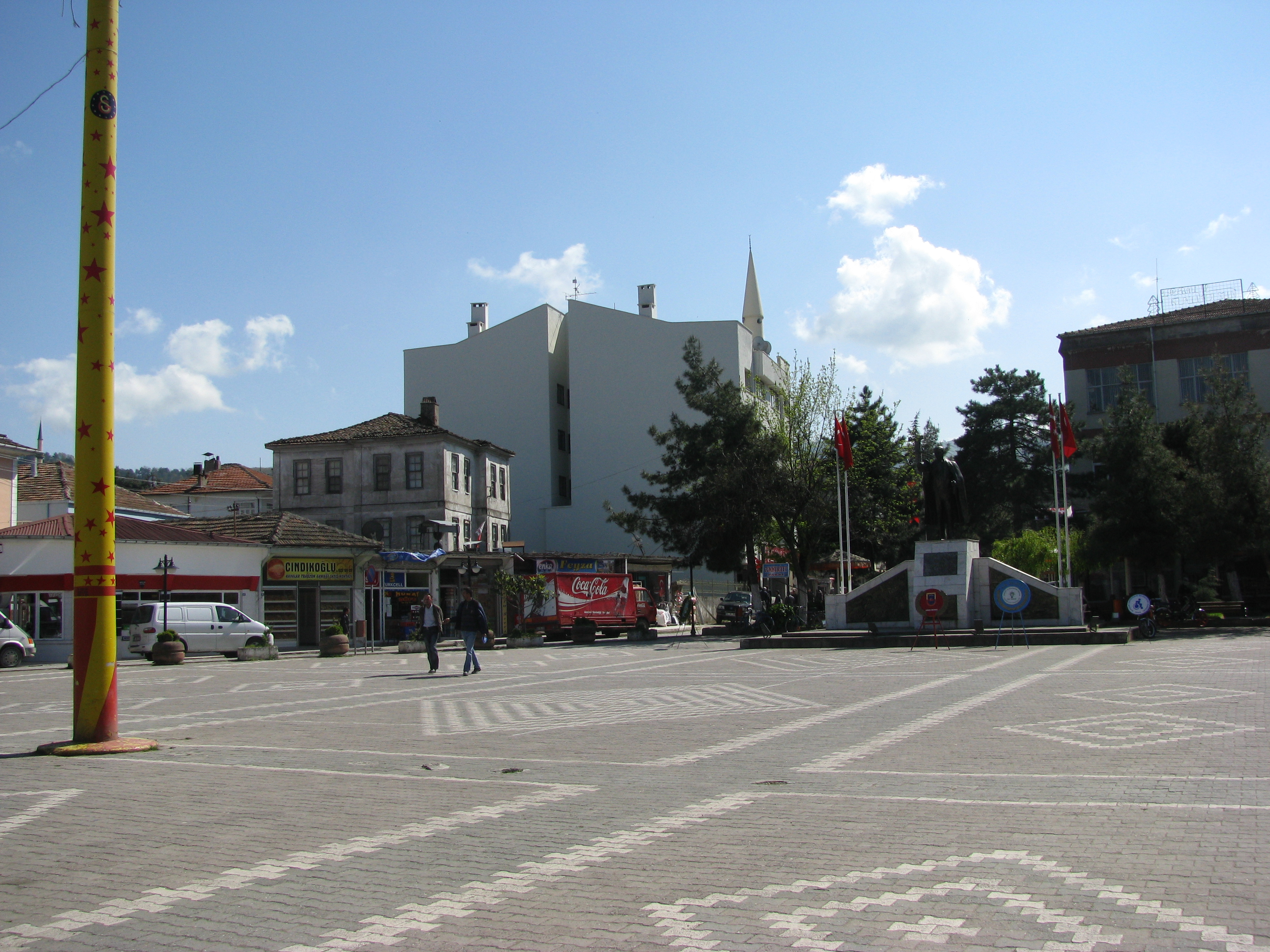
Alaçam Platz

Alaçam ist eine Stadtgemeinde (Belediye) im gleichnamigen Ilçe (Landkreis) der Provinz Samsun an der türkischen Schwarzmeerküste und gleichzeitig eine Gemeinde der 1993 geschaffenen Büyüksehir belediyesi Samsun (Großstadtgemeinde/Metropolprovinz). Seit der Gebietsreform 2013 ist die Gemeinde flächen- und einwohnermäßig identisch mit dem Landkreis.
Alaçam liegt ca. 71 km nordwestlich des Zentrums der Provinzhauptstadt Samsun und grenzt im Westen extern an die Provinz Sinop. Im Nordwesten bilden das 1990 abgespaltene Yakakent, im Osten Bafra sowie im Süden Vezirköprü die Grenze, im Norden bildet das Schwarze Meer eine natürliche Grenze. Die im Stadtlogo manifestierte Jahreszahl (1879) dürfte ein Hinweis auf das Jahr der Erhebung zu Stadtgemeinde (Belediye) sein.
Der Kaza (Vorläufer des Landkreises) wurde 1944 aus dem westlichen Teil von Bafra gebildet (Gesetz Nr. 4642) und bestand bis Ende 2012 aus der Kreisstadt und 53 Dörfern (Köy). Die Dörfer wurden im Zuge der Gebietsreform von 2013 (Gesetz Nr. 6360) allesamt in Mahalle (Stadtviertel/Ortsteile) überführt, an deren Spitze ein Muhtar stand (und steht). Die zwölf Mahalle der Kreisstadt blieben unverändert erhalten.
Ende 2020 lebten durchschnittlich 387 Menschen in jedem dieser 65 Mahalle, 3.233 Einw. im bevölkerungsreichsten (Yenicami Mah.).